# Line Haugsted
Line Haugsted, née le 11 novembre 1994 à Viborg, est une handballeuse danoise. Elle évolue au poste d'arrière gauche dans le club de Győri ETO KC.
À l'été 2014, elle participe au championnat du monde junior avec l'équipe du Danemark de handball qu'elle termine à la troisième place. Elle est nommée dans l'équipe-type du tournoi en tant que meilleure arrière gauche.

## Palmarès

### Sélection
Championnats du monde
- troisième du championnat du monde 2021

Autres
- troisième du championnat du monde junior en 2014[5]
- troisième du championnat d'Europe junior en 2013[6]
- vainqueur du championnat du monde jeunes en 2012[7]

### Distinctions individuelles
- élue meilleure arrière gauche du championnat du monde junior 2014[8]